# پچو
پچو (به ایتالیایی: Pecco) ، یک کومونه در ایتالیا است که در استان تورین واقع شده‌است.

## خصوصیات
پچو ۲٫۰ کیلومترمربع مساحت و ۲۲۲ نفر جمعیت دارد.